# Nationales Kriegsdenkmal (Kanada)

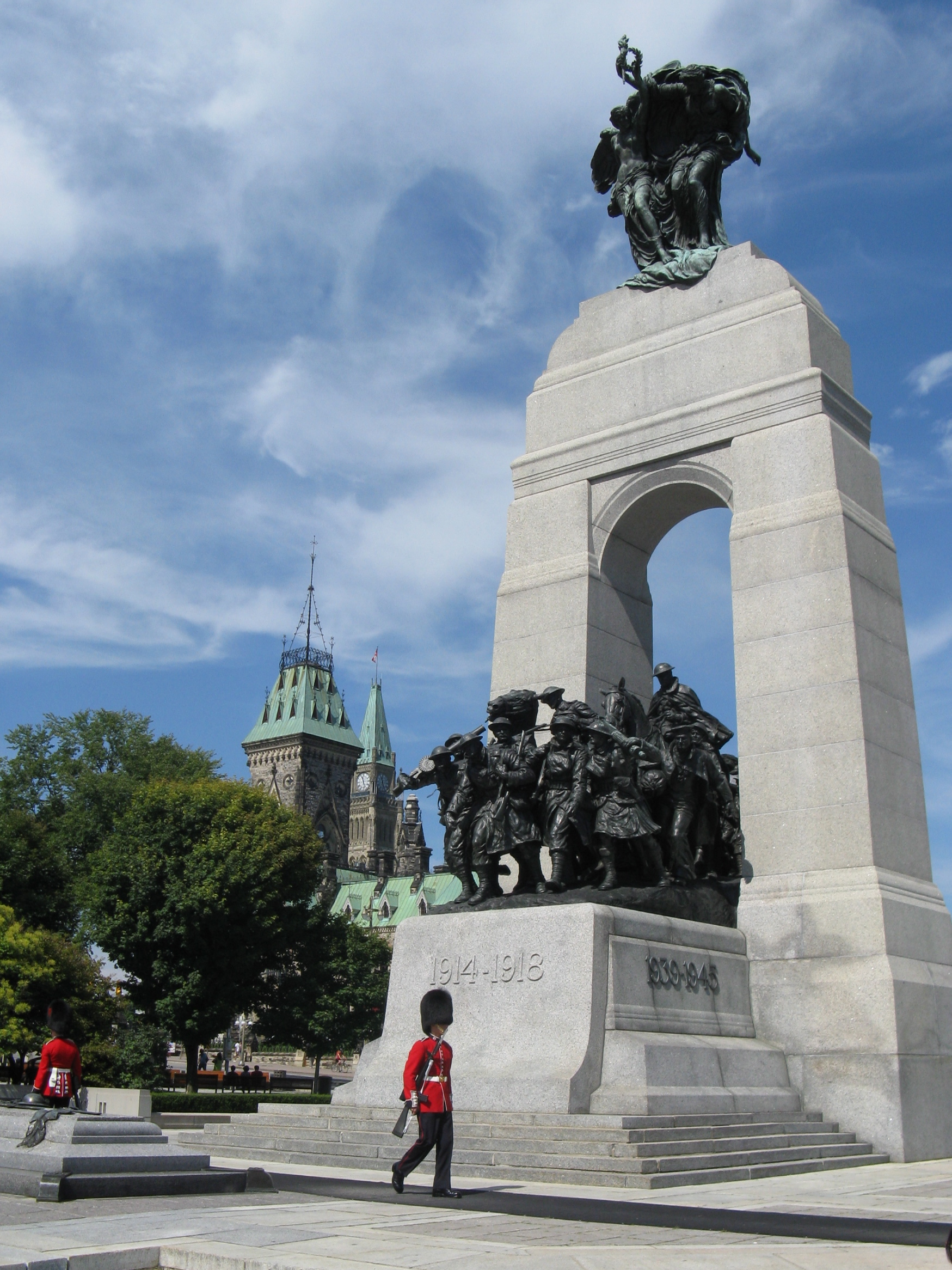
Das Nationale Kriegsdenkmal in Ottawa

Das Nationale Kriegsdenkmal (englisch National War Memorial, französisch Monument commémoratif de guerre) auf dem Confederation Square in Ottawa ist eine zentrale kanadische Erinnerungsstätte an die bisher 116.000 gefallenen Soldaten und sonstiger im Dienst der Landesverteidigung stehenden Personen des Ersten Weltkrieges und aller späterer Kriege.

## Geschichte
Im Jahre 1925 wurde ein Wettbewerb über eine Gedenkstätte zur Erinnerung an den Ersten Weltkrieg ausgeschrieben. Unter 127 Einreichungen erhielt im Januar 1926 der englische Bildhauer Vernon March den Auftrag. March beschrieb die Grundidee seines Denkmals mit folgenden Worten: 
"The idea was to perpetuate in this bronze group the people of Canada who went Overseas to the Great War, and to represent them, as we of today saw them, as a record for future generations…"
"Die Idee war, in dieser Bronzegruppe jene Menschen Kanadas zu verewigen, die nach Übersee in den Ersten Weltkrieg gingen, und sie, wie wir sie heute sehen, als Erinnerung für zukünftige Generationen zu repräsentieren ..."
Die Arbeiten an der bronzenen Skulptur begannen 1926 in Marchs Werkstatt. Nach dem Tod von March im Jahr 1930 vollendeten seine sieben Geschwister die Arbeit 1932. Bis zur Aufstellung in Ottawa waren die Figuren Teil einer halbjährlichen Ausstellung im Londoner Hyde Park. Der Auftrag für den Triumphbogen erfolgte im Dezember 1937. Das Material des Bogens und des darunter liegenden Postaments in der Form eines Scheingrabes besteht aus grau-rosa-farbenem Granit der Abbaustelle Dumas Quarry in der Ortschaft Rivière-à-Pierre (Québec). Insgesamt wurden in dem Denkmal 503 Tonnen Granit und 32 Tonnen Bronze verarbeitet.
Unter einem ungefähr 21 Meter hohen Triumphbogen, bekrönt von den 5,33 Meter hohen Allegorien Frieden und Freiheit, platzierte March 22 bronzene Skulpturen auf einem Postament. Die dargestellten Männer und Frauen sind alle annähernd 2,40 Meter hoch. Beginnend von links mit zwei Infanteriesoldaten in Originaluniformen des Ersten Weltkrieges, einer mit einem Vickers Maschinengewehr in der Hand, der nächste mit einer Lewis Gun, folgen Pilot, Fluggerätmechaniker und Marinesoldat. Der Figurenreigen endet mit Krankenschwester, Holzfäller und Sanitäter; zwei Pferde ragen hervor. Alle dargestellten Personen bewegen sich unter dem Triumphbogen hindurch. Die Aufgabenstellung war, alle diese Personen so darzustellen, dass sie den Krieg nicht verherrlichen.
Am 15. Mai 1939 enthüllte König Georg VI. das Denkmal vor einer geschätzten Menschenmenge von 100.000 Personen. Hinzugefügt um die Zahlenangaben Zweiter Weltkrieg (1939–1945), Koreakrieg (1950–1953) im Jahre 1982, kündigte Premierminister Stephen Harper 2014 an, dass auch dem Afghanistankrieg mit Zahlenangaben (2003–2013) am Denkmal gewürdigt werden solle. Im Jahr 2000 wurde dem Ensemble ein zwölf Fuß langer, acht Fuß breiter und drei Fuß hoher Sarkophag hinzugefügt, in welchem die sterblichen Überreste eines unbekannten kanadischen Soldaten bestattet sind, der an der Schlacht von Vimy Ridge teilnahm.

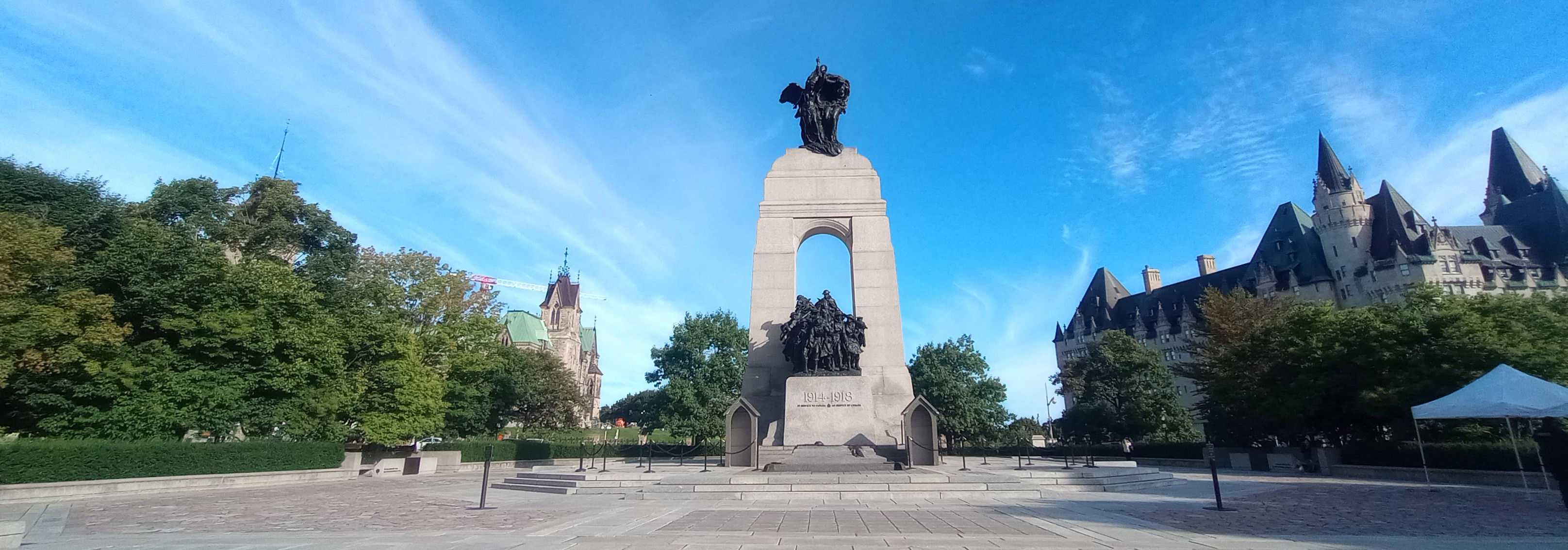

## Vorfälle
- Am 2. Juli 2006, einen Tag nach dem Nationalfeiertag, kam es zu einem Vorfall vor dem Denkmal. Es wurde eine Gruppe Jugendlicher fotografiert, die vor der Gedenkstätte urinierten.
- Am 22. Oktober 2014 erschoss Michael Zehaf-Bibeau, den am Denkmal diensttuenden Soldaten Nathan Cirillo. In der Folge kam es zu weiteren Schießereien in der Stadt.[2]